# ドミトリー・ウスチノフ
ドミトリー・フョードロヴィッチ・ウスチノフ（ロシア語: Дми́трий Фёдорович Усти́нов, ラテン文字転写: Dmitri Fyodorovich Ustinov; 1908年10月30日 - 1984年12月20日）は、ソビエト連邦の政治家。ソ連邦元帥。ブレジネフ、アンドロポフ、チェルネンコ時代の国防大臣。半世紀に渡ってソ連の軍需産業の育成と運営に当たり、冷戦時代のソ連をアメリカと並ぶ軍事力に押し上げるのに巨大な役割を果たした。

## 生い立ちから独ソ戦まで
1908年10月30日（ユリウス暦10月17日）、ロシア帝国サマーラの労働者の家庭に生まれたが、ロシア内戦のために若くして両親を亡くす。1927年11月に共産党に入党し、製紙工場で機械工として働くなど、いくつかの職場を経てレニングラード（現在のサンクトペテルブルク）の軍事機械大学に入学して設計技師の資格を取得する。卒業後はレニングラード市の軍事工場である「ボリシェビーク」に就職し、1937年に同工場の企業長となる。
1941年6月に始まった独ソ戦の直前に、ヨシフ・スターリンにより軍需工業人民委員に抜擢される。ドイツ軍によりレニングラードが包囲された際、ソ連の軍需産業を攻撃から守るため、数週間でウラル地方への軍需産業の疎開を実現した他、兵器の大増産に抜群の事務能力を発揮してソビエト連邦軍の反攻作戦に多大な貢献を果たし、1942年6月、「社会主義労働英雄」と文官ながらソ連軍技師・技手勤務大将の称号を授与された。

## 中央政界での出世

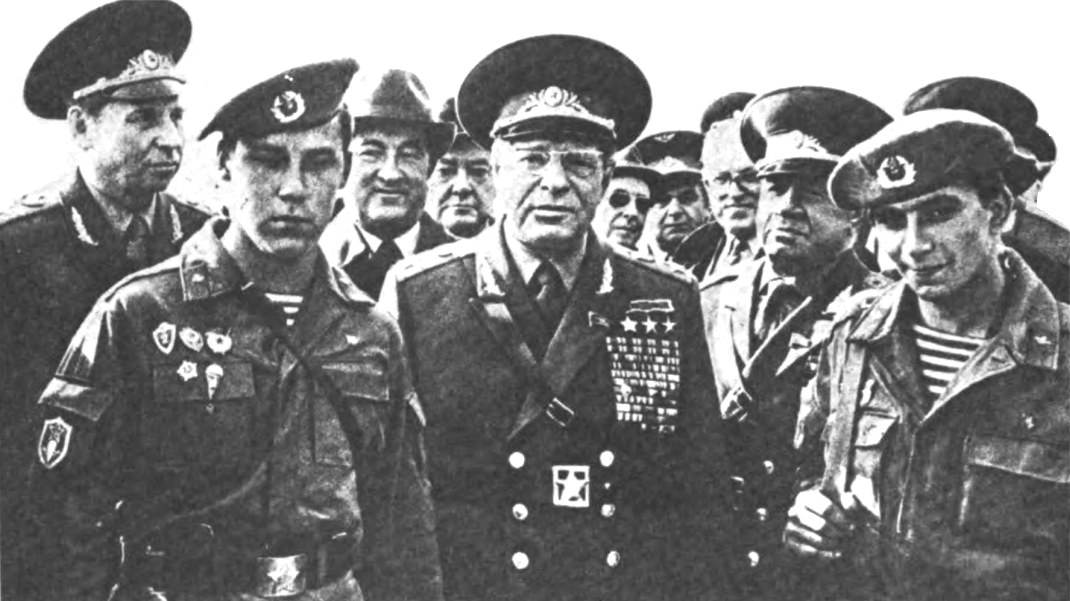
ザーパド81で空挺部隊と共に写真に映るウスチノフ（中央）

1952年10月に党中央委員会委員となり、1953年3月5日のスターリンの死後、軍需省と航空産業省が統合されて国防工業省が創設された際には新たに国防工業相に任命され、フルシチョフ政権で引き続きソ連の軍産複合体を統括することとなった。
1957年12月にロケット・兵器・原子力産業担当の閣僚会議副議長（副首相）となり、ミサイルやロケットの開発を推進した。1961年4月のユーリ・ガガーリンによる人類初の宇宙飛行を成功させた功により、再度「社会主義労働英雄」の称号を得た。1963年3月に閣僚会議第一副議長（第一副首相）となり、軍需の他に民間工業も担当した。
1964年10月、フルシチョフが失脚してブレジネフが党第一書記となると、再び軍事工業部門に復帰する。1965年3月に党政治局員候補に選出され、1965年3月の第23回党大会で党中央委員会書記（国防産業担当）に就任し、これを1976年10月まで務め、軍・軍事工業・特定の治安機関を指揮した。また、戦略爆撃機と大陸間弾道ミサイルシステムの開発も担当し、アメリカに拮抗する核戦力を構築した。
1976年3月には党政治局員となった。同年4月26日、国防相のアンドレイ・グレチコ元帥が在職中に死去すると、後任として文民として初の国防相に就任し、あわせて4月29日には上級大将に昇進した。次いで7月30日にソ連邦元帥の称号を授与された。
ウスチノフはニコライ・オガルコフ参謀総長ら軍の将軍と共に、ソビエト連邦軍の発展と近代化を推し進めた。そして1979年、ウスチノフは「ソ連軍は党と国民から求められる任務を遂行することができるハイレベルな段階にある。」と自信を持って断言した。
同年にはアフガニスタン戦争の開戦を決定する政治局会議に参加した。KGB議長のユーリ・アンドロポフと共にアフガニスタンへの軍事介入を強く主張し、同年12月24日、ソ連軍がアフガニスタン侵攻を実行するに至る。

## 実力者として

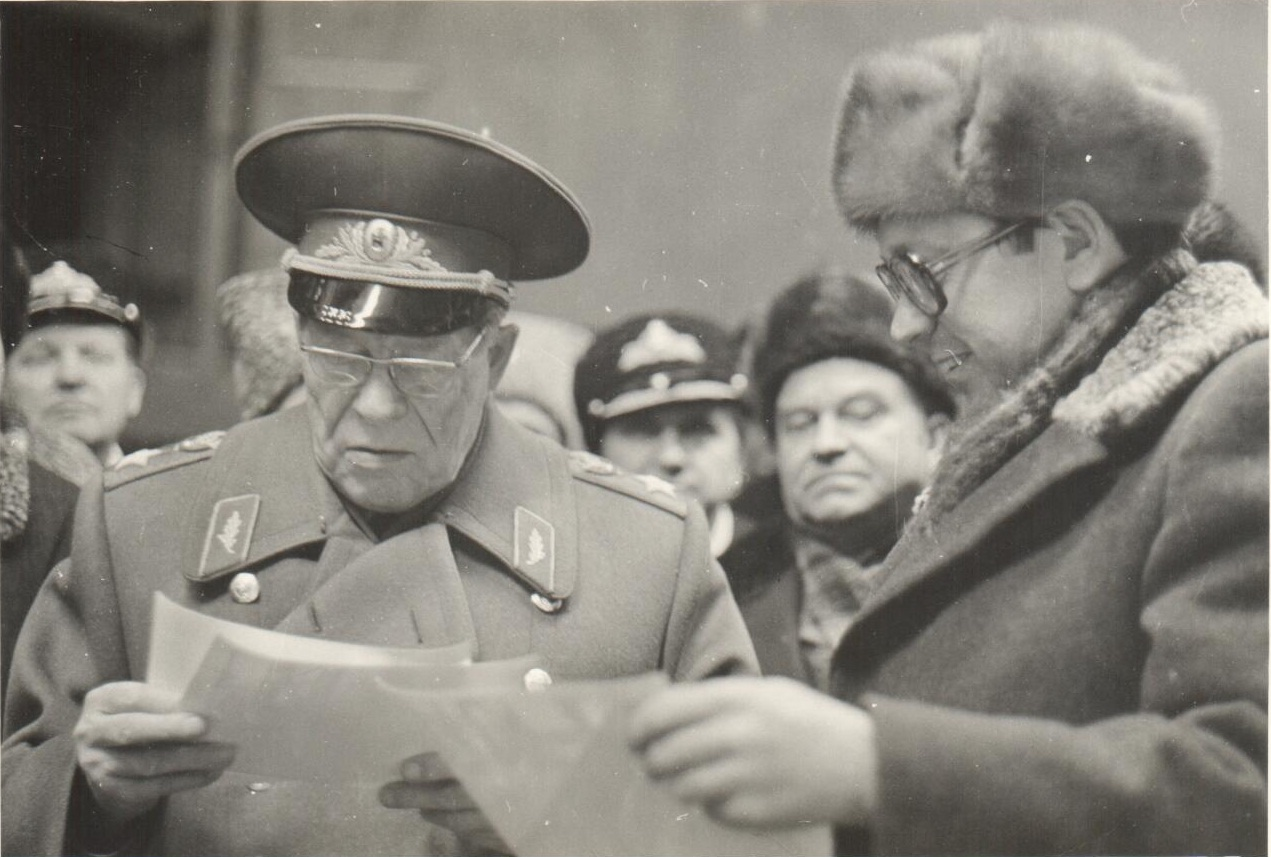
海軍工廠で報告を受ける（1983年）

1982年11月のアンドロポフ、1984年2月のチェルネンコ両書記長の選出に力を貸し、ミハイル・スースロフの死後に「クレムリンのキングメーカー」とその実力を恐れられた。特にチェルネンコ政権時には、チェルネンコが深刻な健康問題を抱え、且つ軍事問題に関して経験不足であったため、国防相としてその埋め合わせをし、影響力を保持した。一方で1979年の米ソ首脳会談に同席した際、アメリカ側にクマのぬいぐるみを贈って「厭な目にあわされない限り、平和で大人しいのがこの動物だ」と語るようなエピソードも持つ。
1992年にロシアのボリス・エリツィン大統領が公開した文書によると、1983年9月の大韓航空機撃墜事件ではウスチノフがKGB議長のヴィクトル・チェブリコフと共に「007便がアメリカのスパイ活動に協力していたという主張を裏付けることができないため、ブラックボックスを公開すべきで無い」とアンドロポフ書記長に進言したとされる。

## 晩年
1984年11月7日、ウスチノフは赤の広場で行われた10月革命67周年記念パレードに姿を見せず、国防第一次官のセルゲイ・ソコロフが部隊の巡閲と記念演説を代行した。ウスチノフは10月下旬に肺炎を患い、大動脈の緊急手術を受けていた。後に肝機能及び腎機能の低下を引き起こすに至り、最終的には心不全に苦しんだ。
同年12月20日、モスクワにて76歳で死去した。
党や政府の指導者以外の人物が死去した場合では珍しく公式の服喪期間が設けられ、赤の広場で執り行われた国葬はソ連中央テレビで放映された。葬儀ではグリゴリー・ロマノフ、ヴィクトル・グリシン両政治局員や、自身の後継となったソコロフ国防相らが追悼演説を行い、国歌が演奏される中、遺骨はクレムリンの壁に葬られた。なお2022年現在では、ウスチノフがクレムリンの壁に遺骨が葬られた最後の人物である。
ウスチノフの死後、レニングラードのバルト海軍工兵大学は「ウスチノフ＝バルト海軍工兵大学」と名称を変更し、スラヴァ級ミサイル巡洋艦2番艦は「マーシャル・ウスチノフ」に改名された。イジェフスク市は、ウスチノフを記念して「ウスチノフ市」と改名されたが、ゴルバチョフ就任後の1987年に元の名に戻された。
ウスチノフは生涯を通して何冊かの本を執筆した。その中には「選択された演説と議題」（1979年）、「我が国に奉仕する-共産主義の根源」（1982年）などがある。

## 逸話
- ミハイル・ゴルバチョフは回想録の中で、ウスチノフを「常に活気に満ち、明るい性格であった」と評している。アンドロポフの死去直後に開かれた後継書記長を選出する政治局会議では、ウスチノフはチェルネンコ支持であったにもかかわらず、後継争いでチェルネンコに敗れたゴルバチョフに対し「頑張れ」「勇気を出せ」と声を掛けて励ましたという。
- 30年間ウスチノフを支えたソビエト連邦陸軍大佐のイーゴリ・イラリオノフ（ロシア語版）は、彼を「最たるスターリン主義者」と評した。現にウスチノフは国防体制の維持のためにスターリンによって育てられた。イラリオノフはまた、ウスチノフを「同世代の人々と同様に大祖国戦争が彼を形成した」と述べた。彼は、ウスチノフには夜遅くまで仕事をし、日中は数時間眠る習慣があったとも語った。
- 世界の艦船連載記事によると、スターリンが「空母は帝国主義者の持つ侵略兵器だから我が国には不要」と空母を嫌っていたため、スターリン崇拝者の1人であったウスチノフも空母の建造・保有に強く反対した。空母の有効性に気付いていたソ連邦海軍元帥のセルゲイ・ゴルシコフが空母の建造を計画するも、その計画を破棄させた。一方で登場したてのVTOL機を気に入っていたため、スキージャンプ台搭載のVTOL空母の建造を主張した。